# Stammtafel

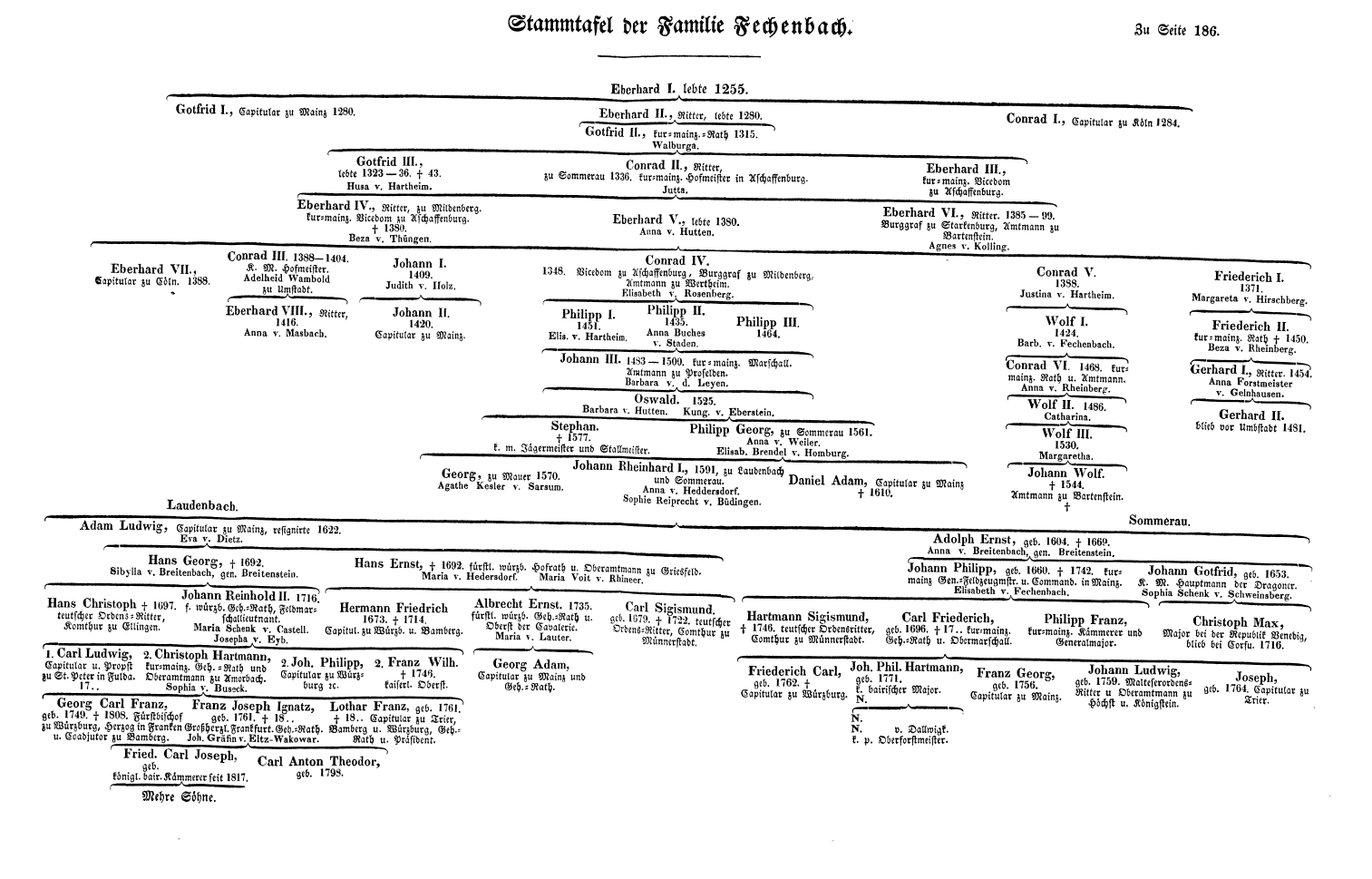
Stammtafel der Freiherren von Fechenbach

Eine Stammtafel ist ein Ausschnitt aus der Nachkommentafel, der nur die Träger des gleichen Familiennamens, die bei der Geburt den Familiennamen des Stammvaters trugen, sowie deren Ehepartner umfasst. Diese Regel wird aufgrund von Namensänderungen, Adoption, ausländischem Namensrecht und anderem nicht immer stringent durchgehalten. Die Stammtafel ist die klassische Darstellungsform der Genealogie.
Die Stammtafel hat gegenüber der Stammliste den Vorteil der größeren Übersichtlichkeit, wird jedoch mit dem Anwachsen der betrachteten Familie ebenfalls schnell unhandlich. Ihr entscheidender Nachteil ist, dass sie einen Stand der Forschung festhält, in den Nachträge und Erweiterungen kaum noch einzuarbeiten sind. Selbst bei der Nutzung elektronischer Medien ergeben sich massive Formatierungsprobleme, die ohne größeren Aufwand nur durch das Zurückgehen auf Datenbanken und die virtuelle Neuberechnung der Tafel bei jedem Aufruf gelöst werden können – was aber im Grundsatz wiederum nichts anderes als die Abspeicherung als Liste bedeutet.
Bei beiden Darstellungsformen wird der älteste bekannte Vorfahre, der Stammvater, die Stammmutter oder die Stammeltern, oben angebracht, im Gegensatz zum Stammbaum, der ihn oder sie an der Wurzel sieht. Nach unten folgen die weiteren Generationen in geschlossenen Reihen, waagerecht beim Stammbaum, senkrecht bei der Stammliste. Bei der Stammtafel werden die Kinder einer Person unter einer Klammer zusammengefasst.
Umgangssprachliche Begriffe, wie „Familienstammbaum“, wenn eine Ahnentafel gemeint ist, sind zwar unter Laien und Hundezüchtern weit verbreitet, entsprechen aber nicht der Fachterminologie der Genealogie.
Im Rechtswesen werden die oft nur drei oder vier Generationen umfassenden Nachkommentafeln als Erbspiegel bezeichnet.
In Nachschlagewerken ist der Familienname Sortierkriterium und somit die Stammtafel bzw. Stammliste die natürliche Darstellungsform, ebenso in Familiengeschichten. Nachkommentafeln und Nachkommenlisten herrschen hingegen in Monographien vor, die einer bestimmten Person und deren Nachkommen gewidmet sind.

## Tafelwerke
- Hermann Grote: Stammtafeln. Leipzig 1877, Reprint 1984 (veraltet).
- Anthony Marinus Hendrik Johan Stokvis: Manuel d'histoire, de généalogie et de chronologie de tous les états du globe: depuis les temps les plus reculés jusqu'à nos jours. Les etats de l'Europe et leurs colonies, Leiden, Brill, 1888–1893 10 Bände
- Wilhelm Bahnson: Stamm- und Regententafeln zur politischen Geschichte. 3 Bände. Berlin 1912.
- Europäische Stammtafeln. Stammtafeln zur Geschichte der europäischen Staaten. Begründet von Wilhelm Karl Prinz zu Isenburg, fortgeführt von Frank Baron Freytag von Loringhoven. Neue Folge. Herausgegeben von Detlev Schwennicke. 17 Bände. 1980–1995.
- Helge Bei der Wieden: Schaumburgische Genealogie. Stammtafeln der Grafen von Holstein und Schaumburg – auch Herzöge von Schleswig – bis zu ihrem Aussterben 1640 (= Schaumburger Studien. Bd. 14). 2., überarbeitete Auflage. Knoth, Melle 1999, (ISBN 3-88368-305-1)
- Detlev Schwennicke: Europäische Stammtafeln. Neue Folge. 1998 ff.
- Stanley Lane-Poole: The Mohammedan Dynasties: Chronological and Genealogical Tables With Historical Introductions, Westminster, A. Constable and company (reprint: LEGARE STREET PR, 2022, ISBN 1-01-574006-5)
- Pascual De Gayangos: The History Of The Mohammedan Dynasties, 1843
- Robert Sewell: A Sketch Of The Dynasties Of Southern India, E. Keys, Madras, 1883
- Islamic Dynasties : C. E. Bosworth
- https://fmg.ac/resources/scanned-sources/scanned-books
- Cyrille Toumanoff: Les dynasties de la Caucasie chrétienne de l'Antiquité jusqu'au XIXe siècle : Tables généalogiques et chronologiques, Rome, 1990